# Santiago Paulós
Santiago Paulós Mascheroni (San José de Mayo, San José, 1983) es un artista, diseñador gráfico y pintor uruguayo.

## Vida
Nacido en San José de Mayo, en el departamento de San José. Estudió arte y pintura con Álvaro Amengual y Clever Lara, en Montevideo, Uruguay. Asistió a la Cátedra Francisco de Goya dictada por Antonio López García en la Universidad Complutense de Madrid (UCM), España.
Realizó estudios de diseño gráfico en la Universidad ORT.
Recibió el premio de la Société Imaginaire Batuz Saschen, Altzella, Alemania y Ministerio de Transporte y Obras Públicas de Uruguay (MTOP) la Sala de Arte Carlos Federico Sáez.
La beca en residencia en el Convento del Corpus Christi de la Fundación Antonio Gala, en Córdoba, España y una estadía en la Ciudad de los Artistas en Altos de Chavón, República Dominicana.
Realizó un máster en Bellas Artes con especialización en pintura contemporánea, en el Colegio de Arte de la Universidad de Edimburgo.
Una de sus obras fue seleccionada para participar en el proyecto internacional Imago mundi; bajo el auspicio de la Fundación Benetton.
Se ha desempeñado como tutor invitado en la Universidad ORT Uruguay, en el Colegio de Arte de Edimburgo, gracias al DRF Premio del Instituto para el Desarrollo Académico y la Escuela de Arte de Göteborgs.

## Muestras
Algunas de sus muestras son:
- 2004: Premio Batuz Saschen, Alemania y MTOP, Sala de Arte Federico Sáez. Montevideo, Uruguay.
- 2005: Sala de Arte Carlos Federico Sáez, Montevideo, Uruguay.[10]
- 2006: "Pinturas" Museo de San José de Mayo, Uruguay.[11]
- 2008: "Promo VI" Fundación Antonio Gala, Córdoba, España.[12] Galería Demo Solera, España.[13]
- 2009: Consulado General del Uruguay en Nueva York Museo de Arte de Queens, Estados Unidos.
- 2010: "Plástica profunda" Fundación Unión, Montevideo, Uruguay.
- 2011: Fundación Eugénio de Almeida, Évora, Portugal.
- 2012: Art en Capital - Grand Palais, París.[14] Universidad de Salamanca, España.
- 2015: Exposición en la Galería Talbot Rice en Edimburgo, Reino Unido.[15]
- 2017: "Kayak" Suede Gallery, Edimburgo, Reino Unido.

## Premios
- 2004, Premio Batuz Saschen, primer premio de la Fundación Batuz Saschen y MTOP.
- 2015, Premio Beca John Kinross de la Real Academia Escocesa.[16]